# Giovanna da Montefeltro
Giovanna da Montefeltro (Urbino, 1463 – Roma, 25 novembre 1513) è stata una nobildonna italiana fu duchessa consorte di Sora e Arce, signora consorte di Senigallia, ultima esponente dei Montefeltro che, con le sue nozze con un Della Rovere, proseguì la stirpe alla guida del ducato di Urbino. La sorella Costanza (1466-1518), invece, si trasferì a Napoli in quanto moglie di Antonello Sanseverino, principe di Salerno e conte di Marsico..

## Biografia
Era la terzogenita di Federico da Montefeltro, duca di Urbino, e della seconda moglie Battista Sforza, figlia di Alessandro Sforza.
Fu fidanzata il 22 agosto 1474 a Giovanni Della Rovere, duca di Sora e Arce, signore di Senigallia e vicario papale di Mondavio, creato "prefetto" di Roma nel 1475. La Prefettura prevedeva il comando delle truppe ordinarie per la tutela della città..
Le nozze furono celebrate a Roma il 10 maggio 1478. La sposa, che portava in dote 12.000 ducati, proveniente da Urbino sostò a Perugia prima di raggiungere la capitale dello Stato Pontificio, dove la coppia risiedette per circa un anno. Il 26 aprile 1479 la sedicenne Giovanna e il ventiduenne Della Rovere fecero un solenne ingresso in Senigallia, di cui quest'ultimo era signore, città in cui nasceranno i sei figli.

Il matrimonio inaugurò il ramo dinastico Montefeltro Della Rovere e la loro prole fu la seguente::
- Maria Giovanna (1482 - 1538), che sposò in prime nozze nel 1497 Venanzio da Varano, signore di Camerino, poi in seconde nozze nel 1504 Galeazzo Riario della Rovere Sforza, senatore di Bologna, figlio di Caterina Sforza;
- Girolama (1483 - 1501);
- Federico (morto in tenera età il 7 luglio 1484);
- Beatrice (1488 - c. 1513), monaca clarissa a Urbino;
- Francesco Maria (22 marzo 1490 - 20 ottobre 1538), consorte di Eleonora Gonzaga, fu duca di Urbino (1508-1538), succedendo allo zio materno Guidobaldo I da Montefeltro, che, privo di prole, lo aveva adottato;
- Costanza (1492 - 1507)

Giovanna con le cinque sorelle e la sorellastra Gentile (1448-1513) vissero nel palazzo ducale di Urbino e in quello di Gubbio fino al 1472 con la madre che morì in quest'ultima residenza dopo aver dato alla luce l'unico maschio Guidobaldo. In seguito a questo triste evento, la cura delle giovani fu affidata all'influente nipote di Federico, Ottaviano Ubaldini della Carda.

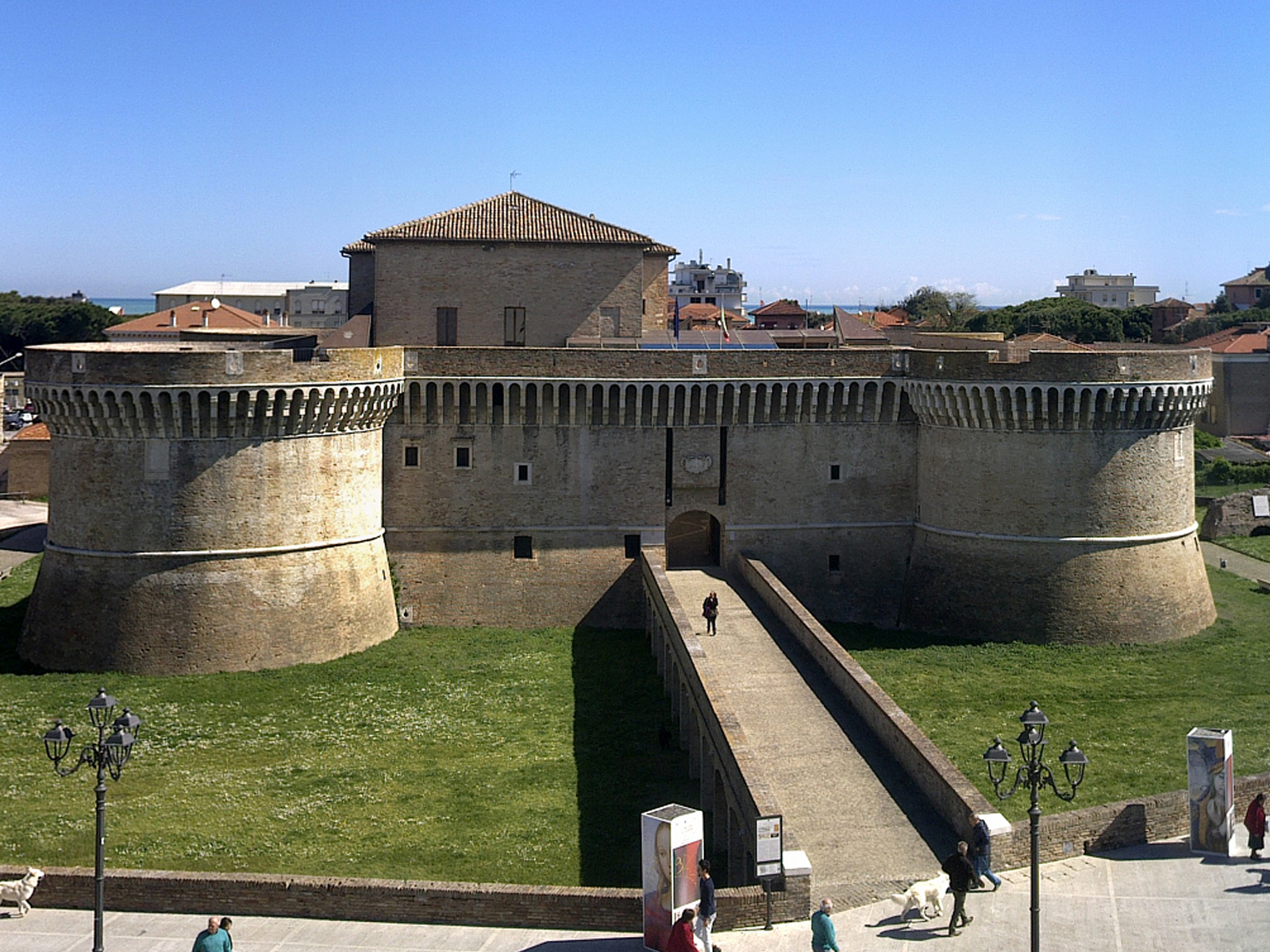
La Rocca Roveresca (Senigallia)

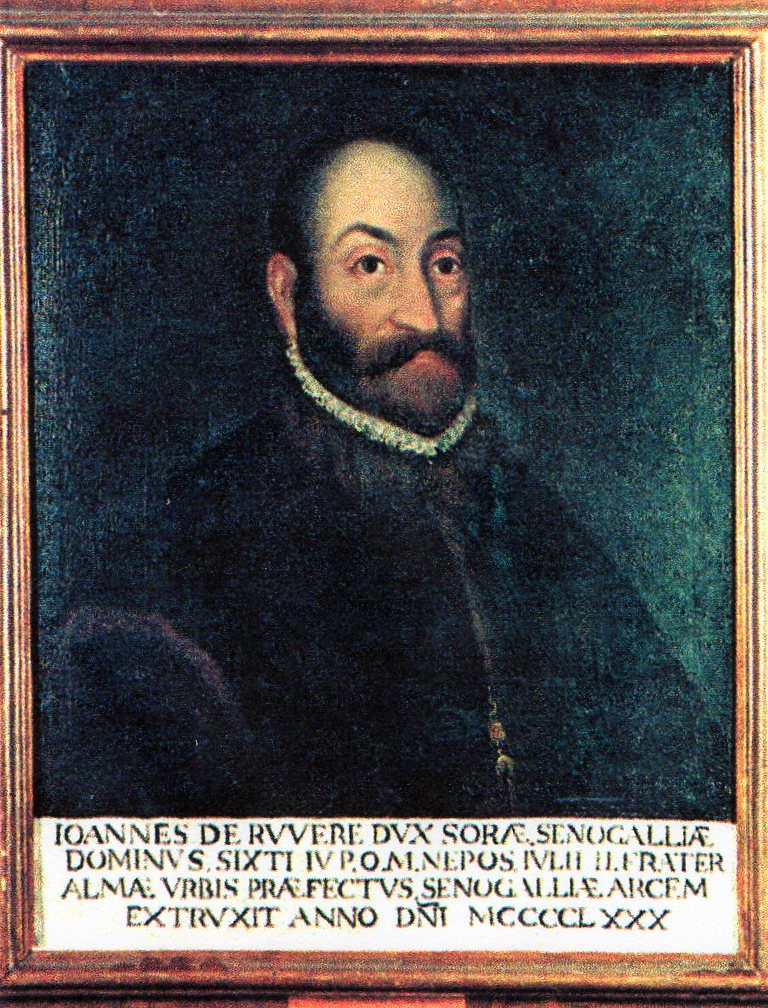
Giovanni Della Rovere

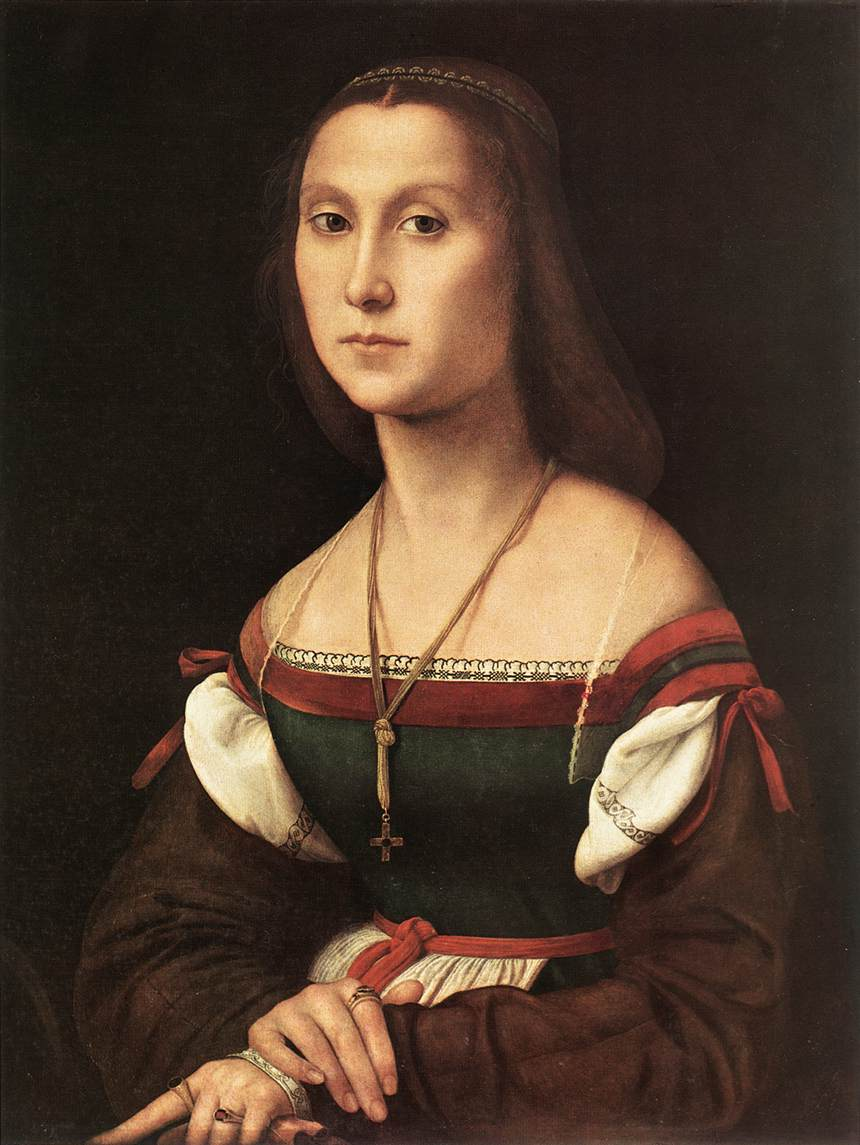
La Muta di Raffaello Sanzio
(Galleria Nazionale delle Marche)

La prefettessa, come veniva solitamente chiamata, era donna «dignissima, doctissima nelle scienze, liberale, prudente et honesta, bella di corpo, ma più bella di fede et d'animo», come la descrisse Frate Gratia de Francia, autore di una biografia su Giovanni Della Rovere. Dimorava con la numerosa progenie (il consorte era spesso assente per motivi militari) nella rocca di Senigallia, fatta costruire da Giovanni unitamente al convento di Santa Maria delle Grazie (come ringraziamento per la nascita, il 25 marzo 1490, dell'erede Francesco Maria), luogo di sepoltura della famiglia, dove erano esposte la Madonna di Piero della Francesca (ora nella Galleria Nazionale delle Marche, a Urbino) e la Vergine in trono e Santi, dell'insigne pittore Perugino.
Giovanni aveva nominato, nel testamento, la moglie (se non si fosse risposata) reggente dei suoi feudi fino al raggiungimento dell'età di sedici anni da parte di Francesco Maria: il prefetto morì nel novembre 1501 e Giovanna amministrò con competenza i territori rovereschi fino al 1506. Concesse gli Statuti al vicariato di Mondavio. Nel 1502 suo fratello Guidobaldo I da Montefeltro, duca di Urbino, privo di figli, scelse il nipote come suo successore che si trasferì nella corte per essere educato al ruolo che lo attendeva. 

Proprio in quell'anno Cesare Borgia occupò lo Stato di Urbino e la famiglia ducale riparò a Mantova. Giovanna, travestita da frate, fuggì da Senigallia in modo avventuroso imbarcandosi su un battello attraccato al pontile che collegava la rocca all'Adriatico.
Nel 1508 Francesco Maria acquisì il rango di duca di Urbino e la madre, due anni dopo, presenziò alle sue nozze con Eleonora Gonzaga. In seguito, le controversie tra il giovane duca e il porporato Francesco Alidosi fecero sì che le truppe francesi penetrassero nella penisola: il papa Giulio II (fratello di Giovanni Della Rovere) non nascose il proprio malcontento, soprattutto quando Francesco Maria, nel 1511, assassinò l'odiato cardinale. Fu assolto e reintegrato nel ducato soltanto per la mediazione della madre nei riguardi delle decisioni del pontefice.
La duchessa di Sora, insigne mecenate, ospitò nella sua corte, come "famigliare", il Perugino e scrisse una lettera, datata 1º ottobre 1504, con la quale raccomandava il giovanissimo Raffaello Sanzio al gonfaloniere di Firenze Pier Soderini, affinché accogliesse il giovane artista in città: alcuni ipotizzano che La Muta, databile al 1507, sia un suo ritratto. Altri studiosi ritengono che gli angeli a fianco della Madonna di Senigallia, di Piero della Francesca, siano i giovanissimi Giovanna e suo marito Giovanni Della Rovere.
La duchessa mantenne strettamente i rapporti con alcune sue sorelle, tra le quali: Costanza, il cui consorte Antonello Sanseverino, principe di Salerno, morì nel 1499 a Senigallia in esilio; Agnese, duchessa di Paliano, moglie di Fabrizio I Colonna e madre di Vittoria, poetessa e marchesa di Pescara.
Giovanna Da Montefeltro morì, all'età di 50 anni, a Roma, nel palazzo Della Rovere (nell'attuale via della Conciliazione), donato a suo marito da Sisto IV: fu tumulata nella basilica di Santa Maria del Popolo, all'interno della cappella Basso Della Rovere, fatta costruire dal cardinale Girolamo, nipote del Pontefice.

## Note

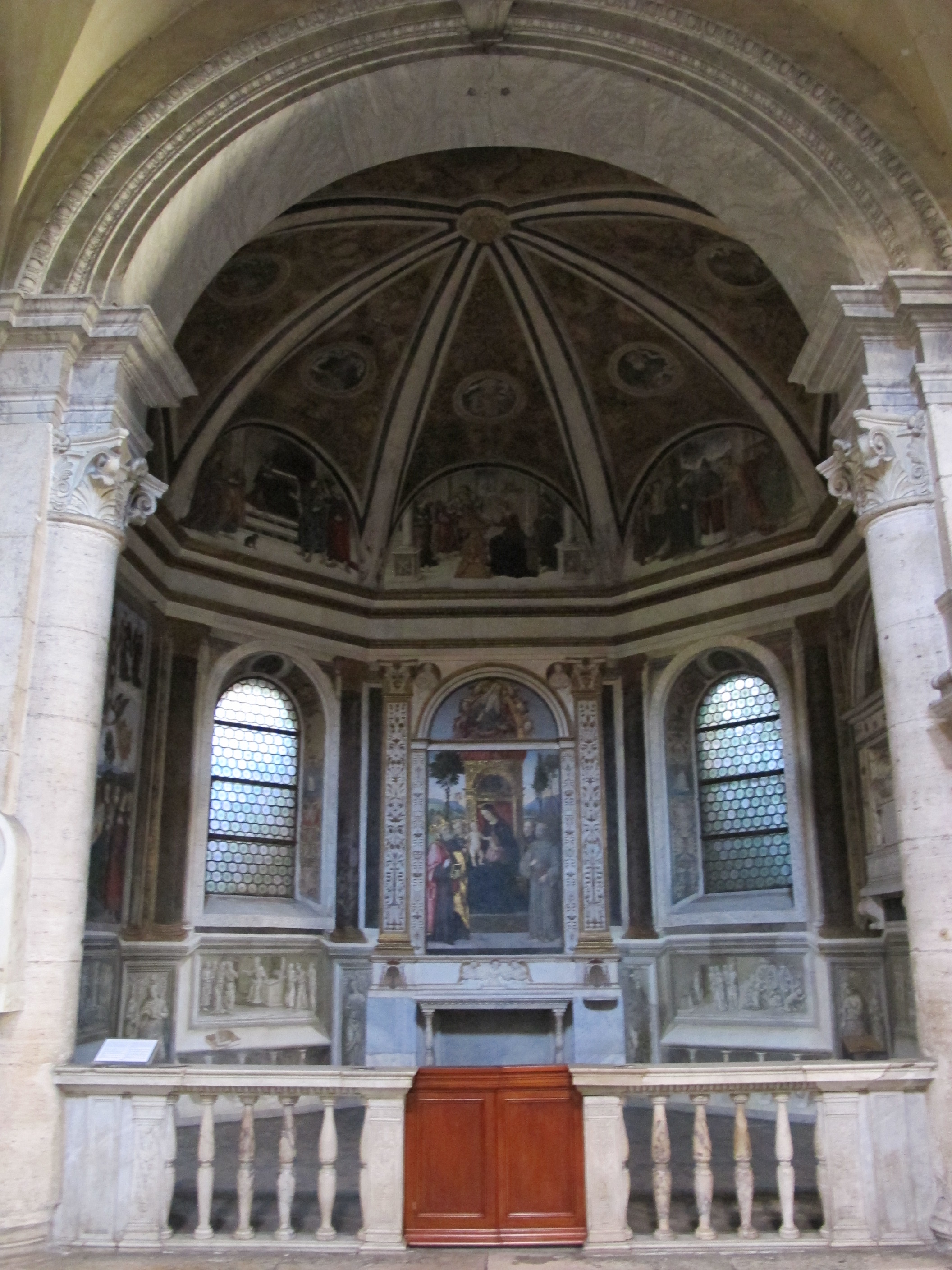
Cappella Basso Della Rovere (Roma), luogo di sepoltura di Giovanna

## Ascendenza
|                               |                        |                          | Genitori              |  |  | Nonni |  |  | Bisnonni                  |  |  | Trisnonni                  |  |
|                               |                        |                          |                       |  |  |       |  |  | Antonio II da Montefeltro |  |  | Federico II da Montefeltro |  |
|                               |                        |                          |                       |  |  |       |  |  | Antonio II da Montefeltro |  |  | Federico II da Montefeltro |  |
|                               |                        | Teodora Gonzaga          |                       |  |  |       |  |  | Antonio II da Montefeltro |  |  |                            |  |
| Guidantonio da Montefeltro    |                        |                          |                       |  |  |       |  |  | Antonio II da Montefeltro |  |  |                            |  |
|                               |                        | Agnesina di Vico         | …                     |  |  |       |  |  |                           |  |  |                            |  |
|                               |                        | Agnesina di Vico         | …                     |  |  |       |  |  |                           |  |  |                            |  |
|                               |                        | Agnesina di Vico         | …                     |  |  |       |  |  |                           |  |  |                            |  |
| Federico da Montefeltro       |                        | Agnesina di Vico         |                       |  |  |       |  |  |                           |  |  |                            |  |
|                               |                        | Guido Paolo Accomanducci | …                     |  |  |       |  |  |                           |  |  |                            |  |
|                               |                        | Guido Paolo Accomanducci | …                     |  |  |       |  |  |                           |  |  |                            |  |
|                               |                        | Guido Paolo Accomanducci | …                     |  |  |       |  |  |                           |  |  |                            |  |
| Elisabetta degli Accomanducci |                        | Guido Paolo Accomanducci |                       |  |  |       |  |  |                           |  |  |                            |  |
|                               |                        | ...                      | …                     |  |  |       |  |  |                           |  |  |                            |  |
|                               |                        | ...                      | …                     |  |  |       |  |  |                           |  |  |                            |  |
|                               |                        | ...                      | …                     |  |  |       |  |  |                           |  |  |                            |  |
| Giovanna da Montefeltro       |                        | ...                      |                       |  |  |       |  |  |                           |  |  |                            |  |
|                               | Muzio Attendolo Sforza | Giovanni Attendolo       |                       |  |  |       |  |  |                           |  |  |                            |  |
|                               | Muzio Attendolo Sforza | Giovanni Attendolo       |                       |  |  |       |  |  |                           |  |  |                            |  |
|                               | Muzio Attendolo Sforza | Elisa Petraccini         |                       |  |  |       |  |  |                           |  |  |                            |  |
| Alessandro Sforza             | Muzio Attendolo Sforza |                          |                       |  |  |       |  |  |                           |  |  |                            |  |
|                               |                        | Lucia Terzani            | …                     |  |  |       |  |  |                           |  |  |                            |  |
|                               |                        | Lucia Terzani            | …                     |  |  |       |  |  |                           |  |  |                            |  |
|                               |                        | Lucia Terzani            | …                     |  |  |       |  |  |                           |  |  |                            |  |
| Battista Sforza               |                        | Lucia Terzani            |                       |  |  |       |  |  |                           |  |  |                            |  |
|                               |                        | Piergentile da Varano    | Rodolfo III da Varano |  |  |       |  |  |                           |  |  |                            |  |
|                               |                        | Piergentile da Varano    | Rodolfo III da Varano |  |  |       |  |  |                           |  |  |                            |  |
|                               |                        | Piergentile da Varano    | Costanza Smeducci     |  |  |       |  |  |                           |  |  |                            |  |
| Costanza da Varano            |                        | Piergentile da Varano    |                       |  |  |       |  |  |                           |  |  |                            |  |
|                               |                        | Elisabetta Malatesta     | Galeazzo Malatesta    |  |  |       |  |  |                           |  |  |                            |  |
|                               |                        | Elisabetta Malatesta     | Galeazzo Malatesta    |  |  |       |  |  |                           |  |  |                            |  |
|                               |                        | Elisabetta Malatesta     | Battista Malatesta    |  |  |       |  |  |                           |  |  |                            |  |
|                               |                        | Elisabetta Malatesta     |                       |  |  |       |  |  |                           |  |  |                            |  |